# سزیم کلرید
سزیم کلرید (به انگلیسی: Caesium chloride) با فرمول شیمیایی CsCl یک ترکیب شیمیایی است. که جرم مولی آن ۱۶۸٫۳۶ g/mol می‌باشد. شکل ظاهری این ترکیب، جامد سفید است.